# This Is Alphabeat
This Is Alphabeat is het debuutalbum van de Deense band Alphabeat uit 2008. Het album maakt gebruik van de OpenDisk-technologie. Het album werd in Denemarken uitgebracht onder naam Alphabeat en met een andere tracklist (zelfde songs met een andere volgorde).

## Tracklist
1. Fantastic Six - 3:38
2. Fascination - 3:03
3. 10.000 Nights - 4:27
4. Boyfriend - 3:15
5. What Is Happening - 3:58
6. Go-Go - 3:05
7. Touch Me Touching You - 4:04
8. Rubber Boots - 5:02
9. Public Image - 2:49
10. Nothing but My Baby - 3:17